# Strada statale 188 dir/A Centro Occidentale Sicula
La strada statale 188 dir/A Centro Occidentale Sicula (SS 188 dir/A) è una strada statale italiana che collega Salemi con Calatafimi Segesta, in provincia di Trapani.
Si tratta di una diramazione della SS 188 che si distacca all'altezza dell'abitato di Salemi per proseguire in direzione nord, raggiungendo prima Vita ed infine innestandosi sulla strada statale 113 Settentrionale Sicula nei pressi di Calatafimi Segesta.

## Storia
La strada statale 188 dir/A venne istituita nel 1953 con il seguente percorso: "Salemi - Innesto con la SS. n. 113 al bivio Gelferraro presso Calatafimi."

## Descrizione
La strada si sviluppa in direzione sud-nord per un percorso di circa 10 chilometri. Ha inizio a Salemi, ai piedi del colle del centro storico, ed ha termine nei pressi di Calatafimi Segesta, costituendo un asse di collegamento tra le strade statali 113 e 188 nel punto in cui sono più vicine. L'unico centro abitato che si trova lungo il percorso, il comune di Vita, è attraversato da una variante che divide il centro storico, a ovest, dalla zona di espansione, ad est, realizzata all'indomani del terremoto del Belice del 1968. Precedentemente la strada statale attraversava interamente il centro di Vita.

### Tabella percorso
| Centro Occidentale Sicula |                                        |      |           |
| Tipo                      | Indicazione                            | km   | Provincia |
|                           | Salemi Centro Occidentale Sicula       | 0,0  | TP        |
|                           | Vita                                   | 6,0  | TP        |
|                           | Bivio Gelferraro Settentrionale Sicula | 10,6 | TP        |